# Kuno Meyer (Keltologe)

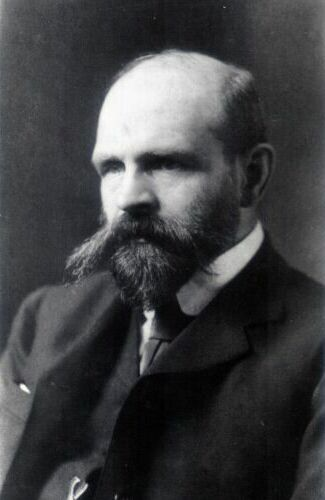

Kuno Meyer (* 20. Dezember 1858 in Hamburg; † 11. Oktober 1919 in Leipzig) war ein deutscher Keltologe.
Meyer, Bruder des Althistorikers Eduard Meyer, studierte seit 1879 an der Universität Leipzig bei Ernst Windisch und wurde 1884 mit einer Arbeit über Eine irische Version der Alexandersage (eine irische Sammlung von Legenden zu Alexander dem Großen) zum Dr. phil. promoviert. Anschließend wurde er Dozent für germanische Sprachen am University College Liverpool, dem Vorläufer der University of Liverpool.
In der Folgezeit schrieb er auf Englisch und Deutsch Veröffentlichungen über das Irische, allgemein zu den keltischen Sprachen und Lehrbücher der deutschen Sprache. Mit Ludwig Christian Stern gründete er 1896 die einflussreiche Zeitschrift für celtische Philologie. Im Jahr 1904 wurde Meyer Professor für Keltische Sprachen an der Royal Irish Academy in Dublin und Herausgeber von Ériu, der Zeitschrift der School of Irish Studies (heute eine Abteilung des Dublin Institute for Advanced Studies). Er wurde 1912 Ehrenbürger sowohl von Dublin als auch von Cork.
1911 wurde er als Nachfolger von Heinrich Zimmer, der den ersten Lehrstuhl für Keltologie innegehabt hatte, an die Berliner Universität berufen. Im selben Jahr wurde er als ordentliches Mitglied in die Preußische Akademie der Wissenschaften aufgenommen.
Nach Ausbruch des Ersten Weltkrieges übersiedelte Meyer in die USA und hielt an der Columbia University in New York Vorlesungen. Ab November 1914 hielt er auch Vorträge bei der irisch-republikanischen Organisation Clan na Gael auf Long Island. Meyers klar prodeutsche Ansichten verursachten in Großbritannien und Irland einige Empörung und infolgedessen wurde ihm die Ehrenbürgerschaft von Dublin und Cork aberkannt, wie auch die Ehrenprofessur für Keltologie an der University of Liverpool. Dennoch blieb Meyer in den Vereinigten Staaten und lernte 1915 während eines Krankenhausaufenthalts in Kalifornien Florence Lewis kennen, die er kurz darauf heiratete. Ab 1917 lebten beide in Deutschland, wo Meyer 1919 in Leipzig starb.